# 連淮偉
连淮伟（1998年3月18日—），福建泉州人，中国男歌手。2019年，以唯一个人训练生身份，参加爱奇艺中国男团选秀《青春有你》，并获得广泛关注，最后排名第10。赛后以个人歌手身份发展。2021年，再次参加爱奇艺男团选秀《青春有你3》，并成为限定团体IXFORM一員。

## 早年经历
连淮伟出生于福建省泉州市泉港区。父亲连建良是泉港区人大代表，泉港区助老服务志愿者协会常务会长，2016年3月入围“福建好人榜”“中国好人榜”。据连淮伟父亲回忆，连淮伟上幼儿园的时候就表现出了舞台天赋，园长曾经还说“要好好培养他”。

## 演艺经历
2015年推出單曲，次年參加《明星的誕生》，出演電影《太子書院》，曾參加第一季《明日之子》。
2019年1月作为节目中唯一的个人训练生參加愛奇藝選秀節目《青春有你》第一季，最終排名第10，無緣出道。
2019年5月16日成立了「連淮偉個人工作室」。8月份推出首張個人EP《人生短暫，快樂就好》，包含《Vibrate》及《Love In The Mirror  理想畫》兩支單曲。8月2日正式於QQ音樂、酷狗音樂等平台，發行首支單曲《Vibrate》，於當天即創下QQ音樂一分鐘人氣黃金單曲。同年8月12日發行第二支單曲《Love In The Mirror  理想畫》。連淮偉工作室表示首張EP為免費發行。8月16日，在上海舉辦第一場「初到」粉絲見面會。
2021年1月，参加爱奇艺选秀节目《青春有你》第三季。5月9日，愛奇藝於微博宣布正式終止節目錄製，取消決賽。
2021年7月25日，於愛奇藝《成都超樂音樂節》作为特别嘉宾，以第三名成團，正式组成男团IXFORM出道。
2022年5月20日，參加浙江衛視《天賜的聲音》作為飛行嘉賓，和姚琛唱跳《音浪》。
2022年7月23日，在中國寧波羅蒙環球樂園舉辦線下見面會。

## 音乐作品

### 個人作品
| 發行年份 | 日期     | 曲目                          | 備註                             |
| -------- | -------- | ----------------------------- | -------------------------------- |
| 2019年   | 8月2日   | 《Vibrate》                   | 首支個人單曲                     |
| 2019年   | 8月12日  | 《Love In The Mirror 理想畫》 |                                  |
| 2019年   | 8月30日  | 《曖昧發酵》                  | 網劇《外星女生柴小七》插曲       |
| 2020年   | 6月3日   | 《How To Do》                 |                                  |
| 2020年   | 6月22日  | 《Excuse Me》                 |                                  |
| 2020年   | 7月21日  | 《讀書郎》                    | 網劇《漂亮書生》片頭曲           |
| 2020年   | 9月27日  | 《愛是······》                | 網劇《半是蜜糖半是傷》插曲       |
| 2020年   | 11月24日 | 《隔空的擁抱》                | 回饋粉絲歌曲                     |
| 2021年   | 12月17日 | 《神機少年》                  | 《風起洛陽之神機少年》動畫主題曲 |
| 2022年   | 3月9日   | 翻唱孫燕姿《我也很想他》      | 騰訊音樂娛樂特別企劃             |

## 舞蹈作品
| 发行时间       | 曲目                                                             | 备注                                        |
| 2016年11月3日  | 《Technicolour Beat》                                            | 《明星的誕生》初舞台、初評級C               |
| 2016年12月18日 | Simon Dominic, GRAY & ONE《Comfortable》                         |                                             |
| 2019年1月21日  | Joel Adams《Please Don't Go》                                    | 《青春有你》初舞台                          |
| 2019年2月1日   | 《青春有你》                                                     | 《青春有你》舞台C位選拔                     |
| 2019年6月25日  | SoMo《RIDE》                                                     |                                             |
| 2019年8月16日  | J.Sheon《別問很可怕》                                            | 初到見面會首次演出                          |
| 2019年5月3日   | BLACKPINK《Kill This Love》                                      | 百萬粉絲福利；翻跳                          |
| 2020年         | BLACKPINK《How You Like That》                                   | 翻跳                                        |
| 2020年         | TREASURE《BOY》                                                  | 翻跳                                        |
| 2020年         | BTS《Boy With Luv》                                              | 翻跳                                        |
| 2020年         | BLACKPINK《Lovesick Girls》                                      | 翻跳                                        |
| 2021年10月4日  | SoMo《50 Feet》                                                  | 《蒙面舞王》solo舞蹈                        |
| 2021年8月16日  | BUMKEY《COVID-19》                                               | 出道兩周年回饋粉絲作品                      |
| 2021年         | 神話 《Perfect Man》                                             | 翻跳with 劉冠佑、劉隽、孫亦航               |
| 2021年12月6日  | Chris Brown 《Sex》                                              | with 周星夙老師 IXFORM的理想生活 發光星計劃 |
| 2021年12月9日  | Bruno Mars, Anderson. Paak & Silk Sonic《Smokin Out The Window》 | with 周星夙老師 IXFORM的理想生活 發光星計劃 |
| 2022年 1月3日  | Zachary Knowles 《I Don't Feel The Same》                        | 微博600萬粉絲福利                           |

## 影視作品
| 播出日期       | 性質                   | 播出平台 | 节目名称       | 集数 | 飾演角色 | 合作演員                                               | 备注               |
| 2016年11月24日 | 《明星的誕生》考核短劇 | 爱奇艺   | 惡作劇之吻片段 | 1    | 江直樹   | 張宇曉(飾演湘琴)、范懿丹(飾演朋友1)、王鈺萌(飾演朋友2) | 夢露慎點、小連吻戲 |
| 2018年2月10日  | 電影                   | 爱奇艺   | 太子書院       | 1    | 連淮偉   | 張馨月、劉瑜峰、張歆雅、劉文杰、徐俊杰                 |                    |

### 固定综艺
| 播出年份 | 播出日期        | 播出平台 | 节目名称              | 集数 | 备注                                              |
| 2016年   | 11月3日         | 爱奇艺   | 明星的诞生            | 12   | 首档明星生存能力教育纪实秀网综                    |
| 2017年   | 6月10日-9月23日 | 腾讯视频 | 明日之子              | 16   | 音乐偶像养成节目                                  |
| 2019年   | 1月21日-4月6日  | 爱奇艺   | 《青春有你》第一季    | 12   | 偶像男團競演養成類真人秀節目                      |
| 2019年   | 1月21日-4月6日  | 爱奇艺   | 《青春艺能学院》      | 12   | 《青春有你》衍生节目，参演第1、2、5、10、11、12期 |
| 2019年   | 1月21日-4月6日  | 爱奇艺   | 《春卷TV》            |      | “大厂明星队”采访                                  |
| 2019年   | 1月21日-4月6日  | 爱奇艺   | 《青春有你》值班VJ    | 10   | 火锅店值班VJ                                      |
| 2021年   | 2月18日-5月1日  | 爱奇艺   | 《青春有你》第三季    | 22   | 偶像男團競演養成類真人秀節目                      |
| 2021年   | 2月24日-4月28日 | 爱奇艺   | 《青春有個局》        | 10   | 《青春有你3》衍生节目                             |
| 2021年   | 9月4日-9月18日  | 東方衛視 | 《完美的夏天2番外篇》 | 3    | 番外篇成員                                        |
| 2021年   | 9月15日-        | 爱奇艺   | 《登场了！洛阳》      | 4    | 第3、4、5、9期，探险团团员                        |
| 2022年   | 5月2日-5月27日  | 百視TV   | 《想見你》            | 20   | 戀愛真人秀觀察員with 林墨、上官喜愛、秦牛正威     |

## 演出

### 见面会
| 日期          | 地区 | 主题                                  | 备注 |
| 2019年3月31日 | 北京 | 青春有你·未来可期 爱奇艺VIP千人见面会 | 《青春有你》20强见面会                                                                                     |
| 2019年8月16日 | 上海 | 《初到》見面會                        | 首次粉絲見面會 大廠明星隊成員也來到現場                                                                    |
| 2021年5月1日  | 北京 | 青你3 20強見面會                      | 唱跳《We Rock》、《Way Up》                                                                                |
| 2021年7月25日 | 成都 | 超樂音樂節                            | 唱跳4首單曲《Vibrate》、《Love In the Mirror》、《Excuse Me》、《隔空的擁抱》。 與IXFORM隊友合唱《剛好》。 |
| 2022年7月23日 | 寧波 | 羅蒙環球樂園舉辦線下見面會            | 即將登場!                                                                                                  |

### 其他活动
| 活动年份 | 活动日期      | 活动名称                   | 活动地点                | 备注                                                                                                 |
| 2019年   | 6月22日       | 2019南京国潮音乐节         | 南京方山音乐公园        | 唱跳：《Sweet Girl》、《Power》 舞蹈：《Ride》                                                       |
| 2019年   | 7月14日       | 2019愛奇藝VIP粉絲嘉年華    | 上海東方體育中心        | 團寵熊貓隊（最終總排名：1） 參與比賽(男子50米短跑、混合團體射箭)、擔任主持。                         |
| 2019年   | 7月26日       | 2019青春芒果節             | 湖南國際會展中心-芒果館 | 擔任青春芒果咖、舞蹈《Please Don't Go》                                                              |
| 2019年   | 7月27日、28日 | QQ手遊名人賽               |                         | 7/27：王者榮耀、合作歌手張遠 7/28：和平精英手遊                                                      |
| 2019年   | 8月7日        | 《戀夢空間第二季》線下活動 |                         | 七夕特別篇                                                                                           |
| 2019年   | 8月10日       | doki夏日音樂會-北京站      | 北京                    | 開場：唱跳《Sweet Girl》、唱跳 《Power》舞蹈：舞蹈《Ride》                                           |
| 2019年   | 11月16日      | 《北京由你音樂榜》         |                         | 唱跳《Vibrate》                                                                                      |
| 2019年   | 11月17日      | 《亞洲音樂盛典》           | 深圳世界之窗            | 唱跳《Vibrate》                                                                                      |
| 2019年   | 12月1日       | 《第二屆海南島國際電影節》 | 三亞國際主題音樂公園    | 開幕式合唱《海南海南》，共演者：鄧超元、黃夢瑩、黃聖依、蔣夢婕、李蘭迪、孫藝洲、刑菲、熊梓祺、于朦朧 |
| 2019年   | 12月18日      | 《MAHB時尚先生盛典》       |                         | 紅毯                                                                                                 |
| 2019年   | 12月28日      | 《2019騰訊視頻星光大賞》   |                         | 開場：Doki人氣舞台-全開麥唱跳《Vibrate》、《大藝術家》                                               |
| 2020年   | 1月6號        | 《精品風格雲盛典》         |                         | 開幕紅毯主持人、頒獎典禮                                                                             |

## 公益

### 公益節目
| 播出年份 | 播出日期 | 播出平台 | 节目名称        | 合作嘉賓                 | 出現集數 | 备注                                                               |
| 2020年   | 1月7日   | 東方衛視 | 《我們在行動4》 | 陳蓉、胡可、高偉光       | 第5期    | 甘肅省平涼市靜寧縣蘋果園(上)                                       |
| 2020年   | 1月15日  | 東方衛視 | 《我們在行動4》 | 陳蓉、胡可、高偉光       | 第6期    | 甘肅省平涼市靜寧縣蘋果園(下)、有跳一段《Love in the mirror理想畫》 |
| 2020年   | 2月19日  | 東方衛視 | 《我們在行動4》 | 陳蓉、楊蓉、郭盛、高曉松 | 第9期    | 雲南省麻栗坡縣"地雷村"(上)                                         |
| 2020年   | 2月26日  | 東方衛視 | 《我們在行動4》 | 陳蓉、楊蓉、郭盛、高曉松 | 第10期   | 雲南省麻栗坡縣"地雷村"(下)                                         |

### 公益活動
| 播出年份 | 播出日期 | 播出平台       | 活動                     | 备注                                       |
| 2019年   | 8月27日  | 酷我音樂       | 星聲圖書館               | 為三區三州小朋友贈送知識(收益轉為實體書本) |
| 2019年   | 9月7日   | 新浪微博       | 尋四百萬份光明之愛       | 擔任"中華兒慈瞳愛大使"                     |
| 2021年   | 5月31日  | 愛佑慈善基金會 | 愛佑新生                 | 探訪北京兒童養護中心 with唐九洲            |
| 2021年   | 6月20日  | 中國扶貧基金會 | 父親的超人瞬間           | 中國扶貧基金會 頂梁柱公益保險項目傳播官    |
| 2021年   | 6月27日  | 志願者聯盟科技 | 2021第六屆人人都是志願者 | 陳俊豪、段星星、劉冠佑、孫亦航也有參加     |
| 2021年   | 7月12日  | 中國鄉村之聲   | 我和田園小詩人有個約會   | 你好童年公益大使                           |

## 代言、推广
| 播出年份 | 播出日期 | 播出平台 | 节目名称                     | 备注                                 |
| 2019年   | 2月14日  | 新浪微博 | 《時尚芭莎》                 | 情人節福利短片                       |
| 2019年   | 3月31日  | 新浪微博 | 《人民閱讀》閱青春           | 推薦書籍《會說話的人運氣都不會太差》 |
| 2019年   | 6月27日  | 新浪微博 | 《文旅中國》                 |                                      |
| 2019年   | 8月29日  | 天貓     | 這個我可以                   | 擔任MartiDerm瑪蒂德肤大牌體驗官      |
| 2019年   | 9月5日   | 新浪微博 | 自然堂                       | 宣傳9/8站台活動                      |
| 2019年   | 9月16日  | 新浪微博 | 海爾兄弟                     | 宣傳海爾兄弟9/20應援大會             |
| 2019年   | 11月20日 | 新浪微博 | 青桔單車                     | 騎行舞宣傳                           |
| 2020年   | 4月1日   | 新浪微博 | 《阿樂的早讀刻》             | 演唱《匿名的好友》                   |
| 2021年   | 8月18日  | 淘寶     | 《連淮偉與阿瑪尼的美妝之約》 | 紅氣墊推廣大使                       |
| 2021年   | 9月28日  | 淘寶     | 《連淮偉驚喜空降直播間》     | Origins品牌中國大陸地區水光大使      |

## 杂志拍摄
| 播出日期      | 播出平台      | 主題                         | 备注 |
| 2019年2月18日 | 时尚芭莎      | BazaarV情书《A班男孩进化论》 | 与A班训练生车慧轩、冯俊杰、管栎、何昶希、嘉羿、李汶翰、邱薄翰、夏瀚宇、徐方舟、叶子铭 |
| 2019年5月14日 | STARBOX人物   | 連淮偉《STARBOX 電子刊》     | STARBOX人物專訪 |
| 2019年6月17日 | 時尚YA!       | 時尚YA!x連淮偉               | 時尚YA!x連淮偉完整版創意視頻 、時尚YA!x連淮偉創意電子刊190618第5期 |
| 2019年7月1日  | 時裝男士      |                              | 時尚男士拍攝花絮短片 |
| 2019年7月30日 | 時尚COSMO     |                              | |
| 2019年8月7日  | 19LXXIX       |                              | 擔任19菲力貓推廣大使（快乐、勇敢、进取，是率性洒脱的19菲力猫，也是推广大使连淮伟 ） 環球影畫特別聯合19LXXIX 推出重磅聯名系列（慶祝環球影畫下的菲力貓100周年） 8月6日： 釋出連淮偉先導預告 8月12日：釋出全新宣傳片-「引領年輕世代正向能量」 |
| 2021年7月10日 | 精彩OK        | 童話撞色大片                 | 7月9日：活動預熱 7月10日13:14發售 |
| 2022年3月7日  | BLUECHARM閱世 | 時間忽遠                     | 2022年BLUECHARM閱世3月生日刊 3月7日 15:18分開啟預售 |
| 2022年5月23日 | YOURS此刻     | RELAX                        | 5月19日雜誌預熱 5月23日 11:00 雜誌開售 |

## 獲獎紀錄
| 年份   | 日期     | 活動                         | 獲得獎項           | 備註                |
| 2019年 | 11月17日 | 亞洲音樂盛典                 | 最具潛力男歌手     | 現場唱跳《Vibrate》 |
| 2019年 | 11月26日 | 泰國頭條新聞年度風雲人物盛典 | 2019年度風雲人物獎 | 現場唱跳《Vibrate》 |